# Valdetórtola
Valdetórtola ist ein Ort und eine zentralspanische Gemeinde (municipio) mit 123 Einwohnern (Stand: 2024) im Norden der Provinz Cuenca in der Autonomen Region Kastilien-La Mancha. Die Gemeinde besteht aus den Ortschaften Valdeganga de Cuenca, Tórtola und Olmedilla de Arcas. Die Ortschaften wurden im September 1971 zusammengeschlossen.

## Lage und Klima
Valdetórtola liegt auf der Westseite des Iberischen Gebirges in einer Höhe von ca. 970 m. Die Provinzhauptstadt Cuenca befindet sich gut 13 Kilometer (Fahrtstrecke) nordnordöstlich. Das Klima im Winter ist gemäßigt, im Sommer dagegen warm bis heiß. Regen (582 mm/Jahr) fällt das ganze Jahr über.

## Bevölkerungsentwicklung
| Jahr      | 1981 | 1991 | 2001 | 2011 | 2021 |
| Einwohner | 237  | 177  | 139  | 171  | 124  |

## Sehenswürdigkeiten
- Kirche der Unbefleckten Empfängnis in Valdeganga de Cuenca